# Гидроксид стронция
Гидроксид стронция — неорганическое основание (щёлочь), состоящее из одного иона стронция и двух гидроксид-ионов, имеющее химическую формулу Sr(OH)2.

## Физические свойства
Бесцветные гигроскопичные кристаллы тетрагональной сингонии. Малорастворим в воде (0,41 грамма/100 мл при 0 °C). Растворимость повышается в присутствии NH4Cl.
Образует кристаллогидраты Sr(OH)2•H2O и Sr(OH)2•8H2O.

## Получение
- В лаборатории: действием при охлаждении на растворимые соли стронция гидроксида натрия:

{\displaystyle {\mathsf {Sr(NO_{3})_{2}+2NaOH\rightarrow Sr(OH)_{2}\downarrow +2NaNO_{3}}}}
- Растворение стронция или его оксида в воде при комнатной температуре[1]:

{\displaystyle {\mathsf {Sr+2H_{2}O\rightarrow Sr(OH)_{2}\downarrow +H_{2}\uparrow }}}
{\displaystyle {\mathsf {SrO+H_{2}O\rightarrow Sr(OH)_{2}\downarrow }}}

## Химические свойства
- Активно реагирует с кислотами и кислотными оксидами с образованием соответствующих солей:

{\displaystyle {\mathsf {Sr(OH)_{2}+2HCl\rightarrow SrCl_{2}\ +2H_{2}O}}}
{\displaystyle {\mathsf {Sr(OH)_{2}+CO_{2}\rightarrow SrCO_{3}\downarrow +H_{2}O}}}
- При нагревании свыше 700 °C разлагается:

{\displaystyle {\mathsf {Sr(OH)_{2}\rightarrow SrO+H_{2}O}}}
- При действии на кристаллический Sr(OH)2 концентрированной H2O2 образует пероксид стронция SrO2•8H2O.

## Применение
Гидроксид стронция используется в основном для очистки свекловичного сахара, а также в качестве стабилизатора для производства пластмасс. Может использоваться как источник ионов стронция, когда нежелательно присутствие ионов хлора. Промежуточный продукт для получения карбоната стронция.